# Einfirsthof Keil

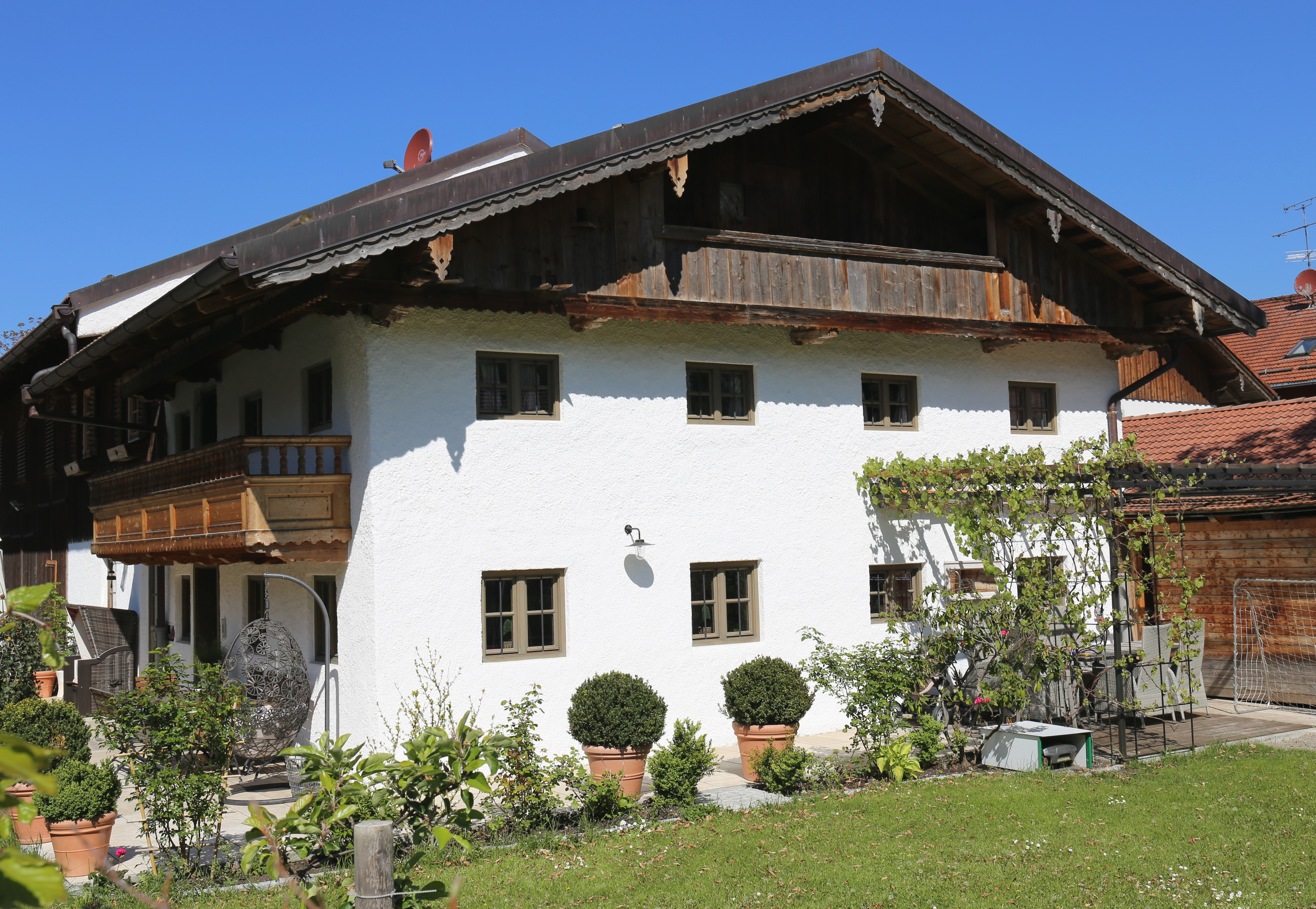
Einfirsthof Keil in Aying

Der Einfirsthof Keil in Aying, einer oberbayerischen Gemeinde im Landkreis München, wurde Anfang des 19. Jahrhunderts errichtet. Der Einfirsthof an der Bräugasse 4 ist ein geschütztes Baudenkmal.
Der zweigeschossige Mitterstallbau mit verputztem Wohnteil, Hochlaube und flachem Satteldach besitzt ein Ökonomiegebäude, das um 1900 entstand. 